# Candle Lights
『Candle Lights』（キャンドル・ライツ）は、原田知世のバラード・セレクション・アルバム。2019年10月16日にUniversal Musicのジャズレーベル ″Verve″より発売された。規格品番はUCCJ-2171。

## 概要
帯コピー：彼女が歌う。心に小さな明かりがともる。
新曲やリワーク・ヴァージョンを含む、バラード・セレクション・アルバム。
2009年10月リリースの『eyja』以降に発表されたアルバムから、バラード・ナンバーのみを選曲したコンピレーション・アルバム。収録曲中3曲には細野晴臣、高野寛、伊藤ゴローなどのミュージシャンによる新たなリミックス・ヴァージョンが施されて収録されている。唯一の新曲である「冬のこもりうた」は、同年11月に公開された映画『すみっコぐらし とびだす絵本とひみつのコ』の主題歌に採用された。YouTubeで公開されたこの曲のミュージック・ビデオには、同映画のシーンが多く用いられている。
原田自身は本作について、「キャンドル・ライトのように、聴いて下さる方の心に小さな明かりをともせたら、という想いを込めたセレクションです。秋から冬にかけて、このアルバムで温かい気持ちになっていただけたら嬉しいです」とコメントしている。

### 批評
タワーレコードの商品ページでは、「秋から冬にかけての寒い夜に、明かりを点すように原田知世の歌声が心を温める作品」と評されている。

## 収録曲

### CD
| #         | タイトル                                  | 作詞                                                  | 作曲                              | 編曲       | 時間  |
| --------- | ----------------------------------------- | ----------------------------------------------------- | --------------------------------- | ---------- | ----- |
| 1.        | 「Love Me Tender」(Haruomi Hosono Rework) | Vera Matson & Elvis Presley                           | Public Domain                     | 細野晴臣   | 3:30  |
| 2.        | 「冬のこもりうた」                        | 高橋久美子                                            | 伊藤ゴロー                        | 伊藤ゴロー | 4:43  |
| 3.        | 「ソバカス」                              | 樽湖夫                                                | 細野晴臣                          | 伊藤ゴロー | 3:56  |
| 4.        | 「2月の雲」(Hiroshi Takano Rework)        | 高橋久美子                                            | 伊藤ゴロー                        | 高野寛     | 4:51  |
| 5.        | 「夏に恋する女たち」                      | 大貫妙子                                              | 大貫妙子                          | 伊藤ゴロー | 4:57  |
| 6.        | 「If You Went Away」                      | Marcos Valle & Paulo Sérgio Valle (英語詞)Ray Gilbert | Marcos Valle & Paulo Sérgio Valle | 伊藤ゴロー | 4:40  |
| 7.        | 「ハーモニー」                            | 原田知世                                              | 梅林太郎                          | 梅林太郎   | 4:17  |
| 8.        | 「銀河絵日記」(Goro Ito Rework)           | 高橋久美子                                            | 伊藤ゴロー                        | 伊藤ゴロー | 5:20  |
| 9.        | 「いちょう並木のセレナーデ」              | 小沢健二                                              | 小沢健二                          | 伊藤ゴロー | 3:47  |
| 10.       | 「Baby I'm a Fool」                       | Melody Gardot                                         | Melody Gardot                     | 伊藤ゴロー | 3:23  |
| 11.       | 「SWEET MEMORIES」                        | 松本隆                                                | 大村雅朗                          | 伊藤ゴロー | 4:34  |
| 12.       | 「夢のゆりかご」                          | 大貫妙子                                              | 大貫妙子                          | 伊藤ゴロー | 3:24  |
| 合計時間: | 合計時間:                                 | 合計時間:                                             | 合計時間:                         | 合計時間:  | 51:11 |

## シングルレコード
「冬のこもりうた e.p.」(ふゆのこもりうた イー・ピー) は、2020年11月18日に発売された原田知世の7インチ・シングルレコード。規格品番はUCKJ-9009。

### 概要
バラード・セレクションアルバム『Candle Lights』に収録された新曲をピックアップし、アルバムのリリースから1年余り経過した後シングルカットされた。
映画『すみっコぐらし とびだす絵本とひみつのコ』の主題歌として使用された「冬のこもりうた」をA面、今回新たに録音された同曲の英語詞バージョン「Winter Lullaby」をB面に配した生産限定盤となっている。
カバー・アルバム『恋愛小説3 〜You & Me』からのシングルカット「恋愛小説3 〜You & Me（e.p.）」と同時発売された。

## 収録曲
| #  | タイトル           | 作詞       | 作曲       | 編曲       | 時間 |
| -- | ------------------ | ---------- | ---------- | ---------- | ---- |
| 1. | 「冬のこもりうた」 | 高橋久美子 | 伊藤ゴロー | 伊藤ゴロー | 4:41 |

| #  | タイトル           | 作詞                        | 作曲       | 編曲       | 時間 |
| -- | ------------------ | --------------------------- | ---------- | ---------- | ---- |
| 1. | 「Winter Lullaby」 | 高橋久美子 青芝和行(英語詞) | 伊藤ゴロー | 伊藤ゴロー | 4:42 |

## 曲解説
1. Love Me Tender - Haruomi Hosono Rework
  - アルバム『恋愛小説』収録曲のリメイク・バージョン。エルヴィス・プレスリーのカバー。
2. 冬のこもりうた
  - 本作唯一の新曲。
3. ソバカス
  - アルバム『eyja』収録曲。
4. 2月の雲 - Hiroshi Takano Rework
  - アルバム『L'Heure Bleue』収録曲のリメイク・バージョン。
5. 夏に恋する女たち
  - アルバム『恋愛小説2 -若葉のころ』収録曲。大貫妙子のカバー。
6. If You Went Away
  - アルバム『恋愛小説』収録曲。のカバー。
7. ハーモニー
  - アルバム『eyja』収録曲。
8. 銀河絵日記 - Goro Ito Rework
  - アルバム『L'Heure Bleue』収録曲のリメイク・バージョン。
9. いちょう並木のセレナーデ
  - アルバム『恋愛小説2 -若葉のころ』収録曲。小沢健二のカバー。
10. Baby I'm a Fool
  - アルバム『恋愛小説』収録曲。メロディー・ガルドーのカバー。
11. SWEET MEMORIES
  - アルバム『恋愛小説2 -若葉のころ』収録曲。松田聖子のカバー。
12. 夢のゆりかご
  - アルバム『eyja』収録曲。

## 参加ミュージシャン
(CDアルバムに付属するライナーノートより)
| Love Me Tender - 吉野友加：grand harp - 細野晴臣：other instruments & Remixed 冬のこもりうた - 佐藤浩一：acoustic piano - 伊藤彩ストリングカルテット 伊藤 彩：1st violin 納富彩歌：2nd violin 三木章子：viola Robin Dupuy：cello - 伊藤ゴロー：programming ソバカス - 伊藤ゴロー：guitar & programming - 梅林太郎：acoustic piano - 細野晴臣：bass 2月の雲 - 高野寛：instruments & programming 夏に恋する女たち - 澤渡英一：acoustic piano - 伊藤彩ストリングカルテット 伊藤 彩：1st violin 柳原有弥：2nd violin 三木章子：viola 結城貴弘：cello If You Went Away - 伊藤ゴロー：classical guitar - 坪口昌恭：acoustic piano - 鳥越啓介：acoustic bass - 小川慶太：drums, shaker - 好田尚史：bass clarinet - 伊藤彩ストリングカルテット 伊藤 彩：1st violin 柳原有弥：2nd violin 三木章子：viola 結城貴弘：cello | ハーモニー - 梅林太郎：all instruments - 石川久美子：sampling voice 銀河絵日記 - 佐藤浩一：acoustic piano - 伊藤彩ストリングカルテット 伊藤 彩：1st violin 沖増菜摘：2nd violin 三木章子：viola 村中俊之：cello - 伊藤ゴロー：additional programming いちょう並木のセレナーデ - 伊藤ゴロー：classical guitar Baby I'm a Fool - 伊藤ゴロー：classical guitar - 坪口昌恭：Fender Rhodes - 鳥越啓介：acoustic Bass - 小川慶太：drums SWEET MEMORIES - 伊藤ゴロー：acoustic & electric guitars - 吉野友加：grand harp - 鳥越啓介：acoustic bass - みどりん：drums - 藤田淳之介：soprano saxophone - 伊藤彩：violin - 伊藤葉子：glockenspiel 夢のゆりかご - 伊藤ゴロー：Classical Guitar - Daniel Bjarnason：acoustic piano - 吉野友加：Irish harp - Hildur Ingveldard Guônadóttir：cello - 伊藤ゴロー：programming - Steinunn Eva Sveinsdóttir：sampling voice |